# Rödgasell
Rödgasell (Gazella rufina eller Eudorcas rufina) är en troligen utdöd däggdjursart som beskrevs av Thomas 1894. Gazella rufina ingår i släktet gaseller, och familjen slidhornsdjur. Inga underarter finns listade.
Det är oklart om rödgasellen är en självständig art. Den är bara känd från 3 exemplar som köptes under senare 1800-talet på marknader i Algeriet. Kanske tillhörde kvarlevorna andra arter av gaseller.